# 34e corps d'armée (France)
Pour les articles homonymes, voir 34e corps d'armée.
Le 34e corps d'armée est une unité de l'armée française. Il est créé à la suite de la dissolution de l'armée d'Alsace le 28 août 1914 sous plusieurs noms. Il est chargé de la défense de la région fortifiée de Belfort.

## Création et différentes dénominations
1re formation :
- 28 août 1914 : Groupement des Vosges
- 21 octobre 1914 : devient 34e corps d'armée
- 8 décembre 1914 :  devient Détachement d'armée des Vosges

2e formation :
- 3 février 1915 : Groupement Cordonnier
- 9 mai 1915 : renommé Groupement Contades
- 18 mai 1915 : renommé Groupement Demange
- 15 août 1915 : renommé région fortifiée de Belfort
- 20 mars 1916 : renommé 34e corps d'armée
- janvier 1919 : dissous

## Les chefs du34ecorpsd'armée
- 28 août 1914 : général Toutée[1]
- 7 septembre 1914 - 21 octobre 1914 : général Putz[1]
- 3 février 1915 : général Cordonnier[1]
- 9 mai 1915 : général de Contades-Gizeux[1]
- 18 mai 1915 : général Demange[1]
- 6 octobre 1916 - 11 novembre 1918 : général Nudant[1]

## Première Guerre mondiale

### Composition au cours de la guerre

#### Composition du groupement des Vosges le 28 août 1914
L'ensemble des troupes énumérées ci-dessous proviennent de l'armée d'Alsace, dissoute pour former le groupement des Vosges et le groupement du sud. L'ensemble est rattaché à la 1re armée française.
41e division d'infanterie (général Superbie)
- 81e brigade (général Bataille)
  - 152e régiment d'infanterie (colonel Thomas de Colligny)
  - 5e bataillon de chasseurs à pied (commandant Jacquemot)
  - 15e bataillon de chasseurs à pied (commandant Duchet)
- 82e brigade (colonel Coste)
  - 23e régiment d'infanterie (colonel Hérouard)
  - 133e régiment d'infanterie (Colonel Dutreuil)
- Éléments organiques divisionnaires
  - Cavalerie : 3e et 6e escadrons du 11e régiment de chasseurs à cheval
  - Artillerie: 3 groupes du 4e régiment d’artillerie (colonel Nudant)
  - Génie : compagnie 7/2 du 7e régiment du génie

58e division de réserve (général Besset)
- 115e brigade d'infanterie (général de la Touche)
  - 229e régiment d’infanterie
  - 256e régiment d’infanterie
  - 334e régiment d’infanterie

- 116e brigade d'infanterie (colonel Joubert)
  - 213e régiment d’infanterie (Colonel Sicre)
  - 285e régiment d’infanterie
  - 295e régiment d’infanterie

- Éléments organiques divisionnaires :
  - Cavalerie : 5e et 6e escadrons du 26e régiment de dragons
  - Artillerie :
    - 1 groupe du 1er régiment d’artillerie
    - 1 groupe du 37e régiment d’artillerie
    - 1 groupe du 48e régiment d’artillerie

  - Génie : compagnies 8/13

66e division de réserve (général Mazel)
Cette division, également originaire de l'armée d'Alsace, est d'abord rattachée au groupement du sud (Belfort) puis au groupement des Vosges à partir du 13 septembre 1914.
- 131e brigade d'infanterie
  - 280e régiment d’infanterie
  - 281e régiment d’infanterie
  - 296e régiment d’infanterie
- 132e brigade d'infanterie
  - 215e régiment d’infanterie
  - 253e régiment d’infanterie
  - 343e régiment d’infanterie
- Éléments organiques divisionnaires
  - Cavalerie : 5e et 6e escadrons du 19e régiment de dragons
  - Artillerie:
    - 1 groupe du 3e régiment d’artillerie
    - 1 groupe du 9e régiment d’artillerie
    - 1 groupe du 56e régiment d’artillerie

  - Génie : compagnies 16/13

Groupes alpins
- 12e bataillon de chasseurs alpins
- 13e bataillon de chasseurs alpins
- 22e bataillon de chasseurs alpins
- 28e bataillon de chasseurs alpins
- 30e bataillon de chasseurs alpins

Bataillons d'infanterie
- 1 bataillon du 349e régiment d'infanterie
- 1 bataillon du 43e régiment d'infanterie territoriale

Cavalerie
- 4 pelotons du 11e régiment de chasseurs à cheval
- 1 peloton du 3e régiment de chasseurs à cheval

#### Composition des groupements Cordonnier, Contades et Demange
Divisions rattachées :
- 57e division d'infanterie
- Groupement sud de la défense mobile de Belfort, devenu 105e division d'infanterie territoriale en août[4]
- 6e division de cavalerie jusqu'en mai 1915[5]
- 10e division de cavalerie

#### Composition de la région fortifiée de Belfort
Divisions rattachées :
- 105e division d'infanterie territoriale
- 57e division d'infanterie, jusqu'en octobre 1915
- 157e division d'infanterie, à partir d'octobre 1915[6]
- 28e division d'infanterie, de décembre 1915 à janvier 1916[7]
- 154e division d'infanterie, à partir de février 1916[8]
- 10e division de cavalerie
- 2e division de cavalerie, en août 1915[9]
- 2e division de cavalerie, à partir d'octobre 1915[10]
- Place de Belfort
- « Groupement de Belfort » (éléments épars de la place de Belfort), à partir de novembre 1915

#### Composition du34ecorpsd'armée (2eformation)
- Divisions organiques[11] :
  - 133e division d'infanterie
  - 157e division d'infanterie, de mars à septembre 1916
  - 134e division d'infanterie, d'août 1916 à novembre 1918
- Infanterie non endivisionnée[11] :
  - 284e régiment d'infanterie territoriale, dissous en août 1917
  - 340e régiment d'infanterie territoriale, jusqu'en juin 1916
  - 5e régiment d'infanterie territoriale, à partir de juillet 1916 (puis bataillon de marche du 5e RIT à partir d'août 1918)
- Artillerie non endivisionnée[11] :
  - Groupe de renforcement (de 75) du 26e régiment d'artillerie de campagne[12], de mars à juillet 1916
  - Un groupe de 75 du 27e régiment d'artillerie de campagne, d'avril à juillet 1916
  - Un groupe de 75 du 40e régiment d'artillerie de campagne, d'avril à juillet 1916
  - 59e régiment d'artillerie de campagne[13], de septembre à juin 1918 :
    - Ier et IIe groupes (75) à partir de septembre 1917
    - Transformés en trois groupes de 75 portés en mars-avril 1918 (passe à la réserve générale d'artillerie en juin 1918)

  - 112e régiment d'artillerie lourde :
    - Un groupe de 120 L, de février 1917 jusqu'en mi-1918
    - Un groupe de 105 L, de juillet 1917 jusqu'en mi-1918

  - 134e régiment d'artillerie lourde, à partir de mi-1918 :
    - Un groupe de 120 L (ex-112e RAL), jusqu'à l'été 1918
    - Un groupe de 105 L (ex-112e RAL)
    - Un groupe de 155 L, en juillet 1918
    - Un groupe de 155 L, à partir d'août 1918

  - Une batterie de 58 du 175e régiment d'artillerie de tranchée.

### Historique

#### 1914
- 28 août : constitué lors de la dissolution de l'armée d'Alsace.
- 28 août - 8 décembre 1914 : occupation d'un secteur de front, Cernay, Wihr-au-Val, Lapoutroie, Saint-Dié. À partir du 3 septembre, repli sur le front Thann, Luttenbach et les cols de la Schlucht et du Bonhomme, Fraize, vallée de la Fave.

21 septembre : extension du secteur à gauche jusqu'au nord de la montagne d'Ormont et le 28 septembre nouvelle extension jusqu'à la Chapelotte.
31 octobre : attaque française dans la région du bois d'Ormont.
5 - 10 novembre : contre-attaques allemandes.
20 novembre : extension du secteur à gauche jusqu'à la voie ferrée d'Avricourt.
1er décembre 1914 : prise d'Aspach-le-Haut.
2 décembre : prise de la Tête des Faux.
- 8 décembre : le 34e corps d'armée est renommé en détachement des Vosges.

#### 1915 - 1916
- 3 février : constitution du groupement Cordonnier
- 3 février 1915 - 16 juin 1917 : occupation d'un secteur dans la région sud de Thann jusqu'à la frontière suisse (guerre de mines).

2 avril et 11 juillet 1915 : attaques allemandes sur Ammertzwiller.
13 - 14 février 1916 : coups de main allemands et contre-attaques françaises.

#### 1917
- 16 juin - 12 juillet : retrait du front. Transport par voie ferrée dans la région d'Épernay ; repos et instruction.
- 12 juillet 1917 - 28 mars 1918 : occupation d'un secteur entre les Cavaliers de Courcy et le mont Spin.

15 août : extension du secteur à droite jusqu'au-delà de Reims.
17 août : réduction à gauche en deçà du Godat.
21 janvier 1918 : réduction du front à droite jusqu'à Bétheny.

#### 1918
- 28 mars - 4 avril : retrait du front, mouvement vers Rethondes.
- 4 avril - 9 juin : mouvement vers Compiègne, puis à partir du 7 avril, occupation d'un secteur devant le Plemont, la Berlière.

30 mai : extension du front à gauche vers Orvillers-Sorel.
- 9 juin - 9 août : engagé dans la bataille du Matz. Repli sur une ligne bois de Ressons-sur-Matz, Marquéglise, Élincourt-Sainte-Marguerite.

À partir du 10 juin, résistance sur le front Belloy, Marquéglise puis aux abords de Wacquemoulin de Gournay-sur-Aronde et d'Antheuil-Portes. Le 11 juin, légère progression vers Wacquemoulin. Stabilisation et organisation du front, étendu à gauche le 2 août vers Courcelles-Epayelles.
9 juillet : attaque locale (ferme Porte).
- 9 - 28 août : engagé dans la 3e bataille de Picardie progression jusqu’au front Plessis-de-Roye, bois des Loges, atteint le 21 août, puis organisation des positions conquises.
- 28 août - 14 septembre : engagé dans la poussée vers la position Hindenburg. Combat dans la région de Lagny, franchissement du canal Crozat. Stabilisation vers Travecy, Vendeuil.
- 14 septembre - 2 octobre : retrait du front, mouvement vers Venette. À partir du 18 septembre, transport par voie ferrée dans les Flandres.
- 2 - 16 octobre : mouvement vers Hondschoote. Maintenu en deuxième ligne durant la bataille des Crêtes de Flandre entre le 28 septembre et le 3 octobre.

14 - 15 octobre : engagé vers Hooglede dans la bataille de Roulers.
- 16 octobre - 11 novembre 1918 : préparatifs d'offensive. À partir du 20 octobre, participation à la bataille de la Lys et de l'Escaut. Combat et progression suivant l'axe Lichtervelde, Nevele, Eecke. À partir du 8 novembre, combat en vue du franchissement de l'Escaut. Au moment de l'armistice, le 34e corps d'armée atteint la région Paulaethem, abords est de Gavere.
- Le 34e corps d'armée est dissous en janvier 1919.

### Rattachement
- 1re armée

28 août 1914 - 3 février 1915
14 - 18 septembre 1918
- 3e armée

4 avril - 14 septembre 1918
- 6e armée

29 mars - 4 avril 1918
19 octobre - 11 novembre 1918
- 7e armée

4 avril 1915 - 29 mars 1918
- Détachement d'armée des Vosges

3 février - 4 avril 1915
- Groupe d'armées des Flandres

18 septembre - 19 octobre 1918